# Seznam prezidentů Estonska

Vlajka estonského prezidenta
Poměr stran: 7:11

Tento seznam poskytuje přehled nejvyšších státních představitelů Estonska.

## Premiér provizorní vlády (1918–1919)
- Konstantin Päts (24. únor 1918 — 8. květen 1919)

## Premiéři republiky Estonsko (1919–1920)
- Otto August Strandman (8. květen 1919 — 18. listopad 1919)
- Jaan Tõnisson (18. listopad 1919 — 28. červenec 1920)
- Aadu (Ado) Birk (28. červenec 1920 — 30. červenec 1920)
- Jaan Tõnisson (30. červenec 1920 — 26. říjen 1920)
- Ants Piip (26. říjen 1920 — 21. prosinec 1920)

## Staršinové státu (Riigivanem) republiky Estonsko (1920–1934)
- Ants Piip (21. prosinec 1920 — 25. leden 1921)
- Konstantin Päts (25. leden 1921 — 21. listopad 1922)
- Juhan (Johann) Kukk (21. listopad 1922 — 2. srpen 1923)
- Konstantin Päts (2. srpen 1923 — 26. březen 1924)
- Friedrich Karl Akel (26. březen 1924 — 16. prosinec 1924)
- Jüri Jaakson (16. prosinec 1924 — 15. prosinec 1925)
- Jaan Teemant (15. prosinec 1925 — 9. prosinec 1927)
- Jaan Tõnisson (9. prosinec 1927 — 4. prosinec 1928)
- August Rei (4. prosinec 1928 — 9. červenec 1929)
- Otto August Strandman (9. červenec 1929 — 12. únor 1931)
- Konstantin Päts (12. únor 1931 — 19. únor 1932)
- Jaan Teemant (19. únor 1932 — 19. červenec 1932)
- Kaarel Eenpalu (19. červenec 1932 — 1. listopad 1932)
- Konstantin Päts (1. listopad 1932 — 18. květen 1933)
- Jaan Tõnisson (18. květen 1933 — 21. říjen 1933)
- Konstantin Päts (21. říjen 1933 — 24. leden 1934)

## Premiéři republiky Estonsko s úkoly staršiny státu (1934–1937)
- Konstantin Päts (24. leden 1934 — 3. září 1937)

## Správce státu (Riigihoidja) republiky Estonsko (1937–1938)
- Konstantin Päts (3. září 1937 — 24. duben 1938)

## Prezident republiky Estonsko (1938–1940)
- Konstantin Päts (24. duben 1938 — 21. červen 1940)

## Premiéři republiky Estonsko s úkoly prezidenta (exilová vláda, 1940–1992)
- Jüri Uluots (21. červen 1940 — 9. leden 1945)
- August Rei (9. leden 1945 — 29. březen 1963)
- Aleksander Warma (30. březen 1963 — 23. prosinec 1970)
- Tõnis Kint (23. prosinec 1970 — 1. březen 1990)
- Heinrich Mark (1. březen 1990 — 8. říjen 1992)

## Prezidenti republiky Estonsko od roku 1992
| Pořadí | Portrét | Jméno                | Nástup do úřadu | Opuštění úřadu | Délka funkčního období | Politická strana              |
| ------ | ------- | -------------------- | --------------- | -------------- | ---------------------- | ----------------------------- |
| 1.     |         | Lennart Meri         | 6. říjen 1992   | 8. říjen 2001  | 9 let a 2 dny          | Rahvuslik Koonderakond Isamaa |
| 2.     |         | Arnold Rüütel        | 8. říjen 2001   | 9. říjen 2006  | 5 let a 1 den          | Eestimaa Rahvaliit            |
| 3.     |         | Toomas Hendrik Ilves | 9. říjen 2006   | 10. říjen 2016 | 10 let a 1 den         | Sotsiaaldemokraatlik Erakond  |
| 4.     |         | Kersti Kaljulaidová  | 10. říjen 2016  | 11. říjen 2021 | 5 let a 1 den          | nestraník                     |
| 5.     |         | Alar Karis           | 11. říjen 2021  | dosud          |                        | nestraník                     |